# Fernando Correia da Silva
Fernando Correia da Silva (Lisboa, 1931 – 2014), foi um escritor português, militante de esquerda, fundador e mantenedor enquanto vivo do sítio literário "Vidas Lusófonas", autor de várias obras de poesia e prosa, havendo feito ainda resistência ao regime ditatorial de Salazar que levou-o ao exílio no Brasil.

## Biografia
Começou a atuação política já na década de 1940, na campanha oposicionista ao Estado Novo de Norton de Matos; sofre, então, a perseguição da polícia política do regime - o PIDE - sendo detido em Caxias quando militante da ala juvenil do MUD; publica em 1950 o seu primeiro livro de poesia e, junto a Alexandre O'Neill, funda o jornal poético e político "A Pomba", clandestino.
Sai do país e, junto a  Agostinho Neto, Marcelino dos Santos e Vasco Cabral, emite declaração a favor da independência das colónias de África; volta a Portugal onde a perseguição do regime o força a abandonar a faculdade de economia, exilando-se então no Brasil, onde se instala em São Paulo.
Na capital paulista atua no jornalismo junto à Folha de S.Paulo, onde idealiza e dirige o suplemento infantil "Folhinha", de larga duração; participa da fundação do periódico "Portugal Democrático" e junto a autores como os brasileiros Maria Bonomi, Guilherme Figueiredo, Cecília Meireles, e portugueses como Jorge de Sena, Casais Monteiro, Sidónio Muralha e Fernando Lemos funda a editora de livros infantis "Giroflé".
Com a instalação no país da ditadura militar, em 1964, Correia da Silva muda-se para o Nordeste, trabalhando numa fábrica da cidade de Fortaleza, onde testemunha a situação contrastante da riqueza e da miséria; volta a São Paulo onde estuda técnicas industriais até que, com a Revolução dos Cravos de abril de 1974, volta finalmente a Portugal onde participou de movimentos cooperativistas de produção.
Era avô do cineasta João Salaviza.
Assinou obras com o pseudónimo de Fernando Mata-Cães.

## Principais obras
Organizou a edição de várias coletâneas de contos de autores diversos, tais como "Contos Africanos" e "Novelas Portuguesas", este último editado no Brasil em 1963. Dentre as obras do autor estão:
- Mata-Cães (1986)
- Querença (1996)
- Maresia(1998)
- Lianor (2000)
- O Sindicato dos Burros (infantil, ilustrado por Maurício Veneza)
- A Cor dos Homens